# Viktor von Kraus (Historiker)
Viktor Ritter von Kraus (auch Victor, * 2. November 1845 in Prag; † 3. November 1905 in Wien) war ein österreichischer Historiker, Gymnasiallehrer und Abgeordneter.

## Leben
Viktor von Kraus war der Sohn des Generalarztes Felix von Kraus. Er studierte ab 1863 an der Universität Wien Geographie und Geschichte. Während seines Studiums wurde er 1863 Mitglied der Wiener Burschenschaft Silesia und war 1865 einer der Gründer der Wiener Burschenschaft Braune Arminia; 1884 wurde er Ehrenbursch der  Grazer Burschenschaft Arminia. Von 1865 bis 1867 war er ordentliches Mitglied des Instituts für österreichische Geschichtsforschung. Bevor er 1868 die Lehramtsprüfung bestand, studierte er an der Universität Berlin unter anderen bei Theodor Mommsen. 1869 wurde er schließlich zum Dr. phil. promoviert.
Kraus wurde 1870 Professor für Geographie und Geschichte und war von 1901 bis 1905 Direktor des 1. Mädchengymnasiums in Wien. Ebenfalls 1870 gehörte er zu den Teilnehmern des Deutsch-Französischen Krieges. 1880 gründete er mit Gleichgesinnten den Deutschen Schulverein, in dem er zunächst stellvertretender Obmann und Referent für Böhmen war. 1905 wurde er zu dessen Obmann gewählt. Er sah einer der wichtigsten Aufgaben des Vereins in der Bewahrung von Kulturwerten und war Gründer diverser Schulvereinskindergärten und -schulen. Außerdem galt Kraus als Förderer des Jugendturnens und der sogenannten Freien Schulen, also Schulen ohne konfessionelle Bindung.
Von 1863 bis 1897 war Kraus zudem Abgeordneter für die Steiermark beim Reichsrat. Er gehörte erst dem Fortschrittsklub an und war später deutsch-national eingestellt.
Er wurde auf dem Zentralfriedhof Wien beigesetzt.

## Publikationen (Auswahl)
- Englische Diplomatie im Jahre 1527. Ein Beitrag zur Geschichte Ferdinands I. Mit einem Anhange bisher noch ungedruckter Briefe aus diesem Jahre. 1871.
- Zur Geschichte Österreichs unter Ferdinand I. 1519–22, 1873.
- Maximilians I. vertraulicher Briefwechsel mit Sigismund Prüschenk Frh. von Stettenberg, 1875.
- Das Nürnberger Reichsregiment. Gründung und Verfall 1500–1502; ein Stück deutscher Verfassungsgeschichte aus dem Zeitalter Maximilians. Wagner, Innsbruck 1883.
- mit Kurt Kaser: Deutsche Geschichte im Ausgange des Mittelalters, 2 Bände, 1905–1912.